# Ambriel
Ambriel é um anjo. Alguns acreditam que um anjo preside sobre cada signo do Zodiáco, e Ambriel é associado com signo solar de gêmeos no mês de maio.
O catolicismo, refere-se a um anjo como um espírito puro criado pelo Senhor, e este anjo inspira a comunicação clara e é também considerado um anjo da proteção geral.
Ambriel é referido para estar noMagickal Calendar. Planetanum Sigilla, de Harl. 3420(27v). Ambriel é também atribuído ao Queen of Cups no Tarot (de acordo com Aleister Crowley e o Hermetic Order of the Golden Dawn).
Ambriel é também um personagem no livro de comédia PS238.
Ambriel é também o nome de um produtor de vinho de alta qualidade inglês baseado em West Sussex.